# 周西
周西（1533年—？），字毓美，河南彰德府安陽縣人，民籍，明朝政治人物。

## 生平
嘉靖四十三年（1564年）甲子科河南鄉試第二十七名舉人。隆慶二年（1568年）中式戊辰科會試第二百二十九名，三甲第二百九十四名進士。官刑部主事。

## 家族
曾祖周全，衛經歷；祖父周完，王府典膳；父周于道，儀賓。母華容縣君；繼母李氏。具庆下。兄周南。